# Stazione meteorologica di Termoli
La stazione meteorologica di Termoli è la stazione meteorologica di riferimento per il servizio meteorologico dell'Aeronautica Militare e per l'Organizzazione Mondiale della Meteorologia, relativa alla città di Termoli.

## Storia
La stazione meteorologica iniziò nel 1946 la propria attività di rilevazione e raccolta dei dati meteorologici e di assistenza alla navigazione aerea e marittima, trovando subito ubicazione sulla torre del castello di Termoli.
Nel 1997 l'osservatorio meteorologico fu dotato di più moderne strumentazioni digitali, che comportarono anche l'introduzione di un anemografo più funzionale e di dimensioni notevolmente più piccole di quello preesistente dalla caratteristica forma di aeroplanino, che era stato denominato mazza del castello dagli abitanti di Termoli ed era utile per l'individuazione del vento sottocosta a tutti coloro che si trovavano in mare.
La rimozione del preesistente anemografo portò ad una generale protesta degli abitanti e dei pescatori, con tanto di raccolta di firme, al fine di poterlo ripristinare sulla vetta della torre. Nel 1998, in accoglimento alle diffuse proteste popolari, fu così rimesso al suo posto il vecchio anemografo con aeroplanino, il cui sensore di rilevamento venne collegato al nuovo dispositivo ricevitore digitale.

## Caratteristiche

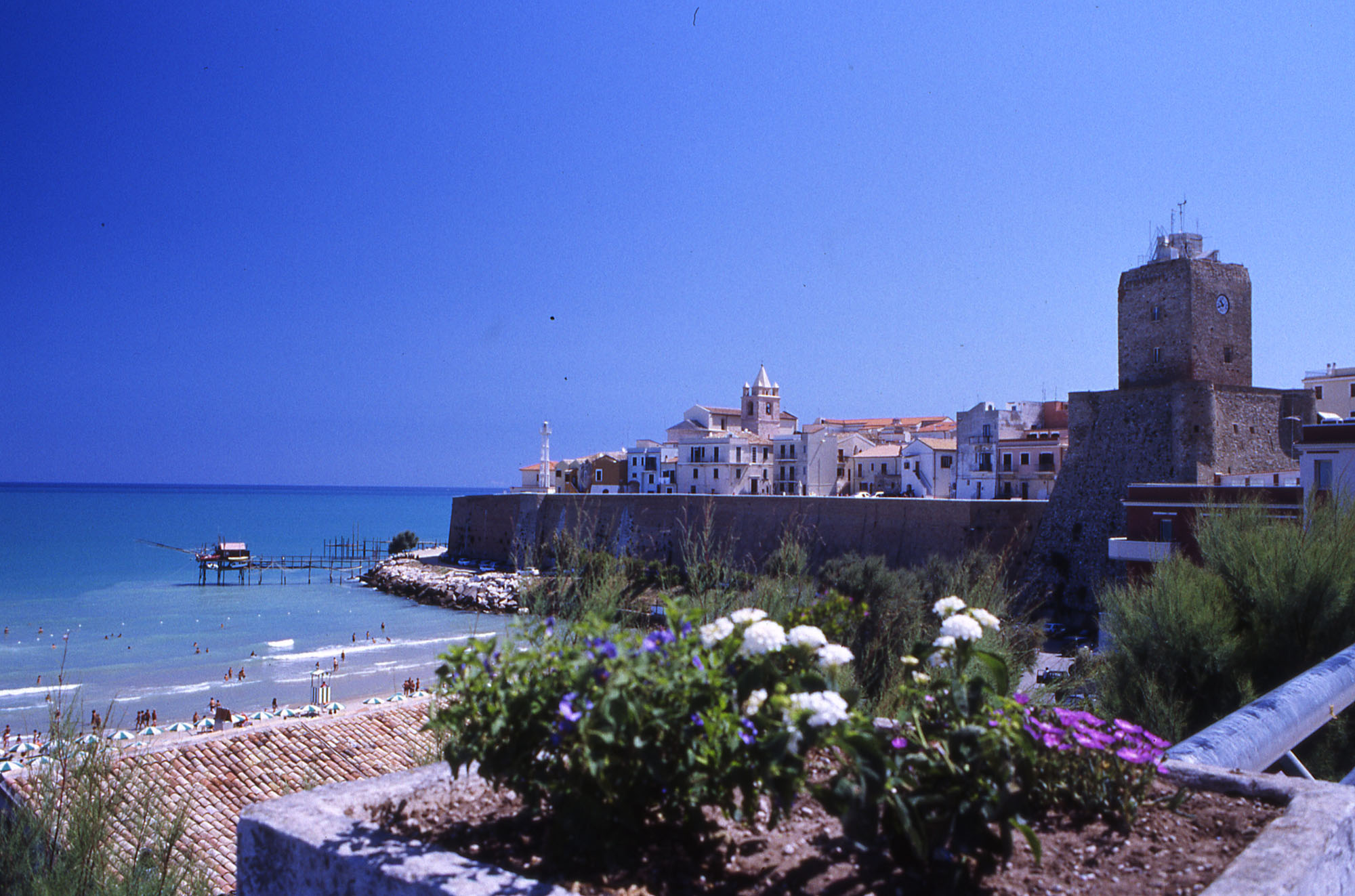
Panorama con il castello, luogo di ubicazione della stazione meteorologica

La stazione meteorologica si trova nell'Italia meridionale, in Molise, in provincia di Campobasso, nel comune di Termoli, ad un'altezza di 44 metri s.l.m., sopra l'antico castello federiciano nella parte antica della città a ridosso del mare.
Oltre a rilevare i dati relativi a temperatura, precipitazioni, pressione atmosferica, umidità relativa, eliofania, direzione e velocità del vento, la stazione è collegata ad una boa situata nell'antistante Mare Adriatico centrale, grazie alla quale è possibile osservare lo stato del mare, l'altezza dell'onda marina, la direzione dell'onda stessa, oltre alla lunghezza e all'altezza dell'onda morta (onda non più soggetta all'azione diretta del vento).

## Medie climatiche ufficiali

### Dati climatologici 1971-2000
In base alle medie climatiche del periodo 1971-2000, le più recenti in uso, la temperatura media del mese più freddo, gennaio, è di +8,4 °C, mentre quella del mese più caldo, agosto, è di +24,5 °C; mediamente si conta un giorno di gelo all'anno e 14 giorni con temperatura massima uguale o superiore ai +30 °C. I valori estremi di temperatura registrati nel medesimo trentennio sono i -5,8 °C del gennaio 1979 e i +40,0 °C del luglio 1987.
Le precipitazioni medie annue si attestano a 357 mm, mediamente distribuite in 57 giorni di pioggia, con minimo in primavera e in estate e moderato picco massimo in autunno per gli accumuli.
L'umidità relativa media annua fa registrare il valore di 77,7 % con minimi di 76 % a marzo, ad aprile e a luglio e massimi di 79 % a gennaio, ad ottobre e a novembre; mediamente si contano 10 giorni di nebbia all'anno.
Di seguito è riportata la tabella con le medie climatiche e i valori massimi e minimi assoluti registrati nel trentennio 1971-2000 e pubblicati nell'Atlante Climatico d'Italia del Servizio Meteorologico dell'Aeronautica Militare relativo al medesimo trentennio.
| Termoli (1971-2000)             | Mesi        | Mesi        | Mesi        | Mesi        | Mesi        | Mesi        | Mesi        | Mesi        | Mesi        | Mesi        | Mesi        | Mesi        | Stagioni | Stagioni | Stagioni | Stagioni | Anno  |
| Termoli (1971-2000)             | Gen         | Feb         | Mar         | Apr         | Mag         | Giu         | Lug         | Ago         | Set         | Ott         | Nov         | Dic         | Inv      | Pri      | Est      | Aut      | Anno  |
| ------------------------------- | ----------- | ----------- | ----------- | ----------- | ----------- | ----------- | ----------- | ----------- | ----------- | ----------- | ----------- | ----------- | -------- | -------- | -------- | -------- | ----- |
| T. max. media (°C)              | 10,8        | 11,1        | 13,4        | 16,1        | 20,5        | 24,4        | 27,2        | 27,3        | 24,4        | 20,2        | 15,5        | 12,3        | 11,4     | 16,7     | 26,3     | 20,0     | 18,6  |
| T. min. media (°C)              | 6,0         | 6,1         | 7,9         | 10,4        | 14,8        | 18,7        | 21,5        | 21,7        | 18,7        | 14,8        | 10,4        | 7,5         | 6,5      | 11,0     | 20,6     | 14,6     | 13,2  |
| T. max. assoluta (°C)           | 22,2 (1995) | 22,8 (1977) | 23,8 (1991) | 27,8 (1992) | 34,8 (1994) | 36,0 (1997) | 40,0 (1987) | 39,4 (1994) | 36,2 (2000) | 32,2 (1976) | 27,4 (1985) | 23,4 (1989) | 23,4     | 34,8     | 40,0     | 36,2     | 40,0  |
| T. min. assoluta (°C)           | −5,8 (1979) | −2,8 (1985) | −1,8 (1987) | 1,6 (1995)  | 8,0 (1991)  | 11,8 (1980) | 13,6 (1993) | 13,0 (1985) | 11,4 (1978) | 5,4 (1972)  | 0,4 (1973)  | −1,0 (1996) | −5,8     | −1,8     | 11,8     | 0,4      | −5,8  |
| Giorni di calura (Tmax ≥ 30 °C) | 0           | 0           | 0           | 0           | 0           | 2           | 5           | 5           | 2           | 0           | 0           | 0           | 0        | 0        | 12       | 2        | 14    |
| Giorni di gelo (Tmin ≤ 0 °C)    | 1           | 0           | 0           | 0           | 0           | 0           | 0           | 0           | 0           | 0           | 0           | 0           | 1        | 0        | 0        | 0        | 1     |
| Precipitazioni (mm)             | 25,2        | 26,0        | 20,6        | 26,5        | 22,7        | 20,1        | 23,7        | 27,5        | 44,9        | 40,6        | 48,0        | 31,0        | 82,2     | 69,8     | 71,3     | 133,5    | 356,8 |
| Giorni di pioggia               | 5           | 5           | 4           | 5           | 4           | 3           | 3           | 4           | 5           | 6           | 7           | 6           | 16       | 13       | 10       | 18       | 57    |
| Giorni di nebbia                | 2           | 2           | 2           | 1           | 0           | 0           | 0           | 0           | 0           | 0           | 1           | 2           | 6        | 3        | 0        | 1        | 10    |
| Umidità relativa media (%)      | 79          | 78          | 76          | 76          | 78          | 77          | 76          | 78          | 78          | 79          | 79          | 78          | 78,3     | 76,7     | 77       | 78,7     | 77,7  |

### Dati climatologici 1961-1990
In base alla media trentennale di riferimento 1961-1990, ancora in uso per l'Organizzazione meteorologica mondiale e definita Climate Normal (CLINO), la temperatura media del mese più freddo, gennaio, si attesta a +8,1 °C; quella del mese più caldo, agosto, è di +24,0 °C. Le escursioni termiche giornaliere risultano mediamente comprese tra i 5 e i 6 gradi, ma possono aumentare sensibilmente in caso di venti di caduta dall'Appennino, che possono determinare sensibili rialzi termici, soprattutto in primavera ed estate. Nel medesimo trentennio, la temperatura minima assoluta ha toccato i -5,8 °C nel gennaio 1979 (media delle minime assolute annue di -0,6 °C), mentre la massima assoluta ha fatto registrare i +40,0 °C nell'agosto 1963 e nel luglio 1987 (media delle massime assolute annue di +35,5 °C).
La nuvolosità media annua si attesta a 3,8 okta giornalieri, con minimo di 1,9 okta giornalieri a luglio e massimi di 4,9 okta giornalieri a dicembre, a gennaio e a febbraio.
Le precipitazioni medie annue, piuttosto scarse, sono inferiori ai 400 mm e distribuite mediamente in 59 giorni, con un picco autunnale molto moderato. Relativamente alle precipitazioni, va segnalato che il valore medio annuo di 386 mm, che si registra presso la stazione meteorologica di Termoli, risulta essere il più basso che si registra lungo il versante orientale della penisola italiana.
L'umidità relativa media annua fa registrare il valore di 76,6% con minimo di 74% a luglio e massimi di 79% ad ottobre e a novembre.
Il vento presenta una velocità media annua di 5,2 m/s, con minimi di 4,4 m/s a giugno e ad agosto e massimi di 6,2 m/s a dicembre e a gennaio; le direzioni prevalenti sono di maestrale da ottobre a maggio e di tramontana da giugno a settembre.
| Termoli (1961-1990)          | Mesi        | Mesi        | Mesi        | Mesi        | Mesi        | Mesi        | Mesi        | Mesi        | Mesi        | Mesi        | Mesi        | Mesi        | Stagioni | Stagioni | Stagioni | Stagioni | Anno  |
| Termoli (1961-1990)          | Gen         | Feb         | Mar         | Apr         | Mag         | Giu         | Lug         | Ago         | Set         | Ott         | Nov         | Dic         | Inv      | Pri      | Est      | Aut      | Anno  |
| ---------------------------- | ----------- | ----------- | ----------- | ----------- | ----------- | ----------- | ----------- | ----------- | ----------- | ----------- | ----------- | ----------- | -------- | -------- | -------- | -------- | ----- |
| T. max. media (°C)           | 10,5        | 11,2        | 13,1        | 16,3        | 20,3        | 23,9        | 26,8        | 26,8        | 24,2        | 20,0        | 15,7        | 11,9        | 11,2     | 16,6     | 25,8     | 20,0     | 18,4  |
| T. min. media (°C)           | 5,6         | 6,1         | 7,8         | 10,5        | 14,5        | 18,3        | 21,1        | 21,2        | 18,7        | 14,8        | 10,5        | 7,2         | 6,3      | 10,9     | 20,2     | 14,7     | 13,0  |
| T. max. assoluta (°C)        | 23,4 (1962) | 22,8 (1977) | 23,6 (1970) | 27,8 (1968) | 33,6 (1969) | 34,6 (1982) | 40,0 (1987) | 40,0 (1963) | 35,0 (1973) | 32,2 (1976) | 27,4 (1985) | 23,4 (1989) | 23,4     | 33,6     | 40,0     | 35,0     | 40,0  |
| T. min. assoluta (°C)        | −5,8 (1979) | −2,8 (1985) | −4,0 (1963) | 1,8 (1970)  | 6,4 (1970)  | 10,0 (1962) | 12,6 (1970) | 13,0 (1969) | 11,4 (1978) | 5,4 (1972)  | 0,4 (1973)  | −2,8 (1961) | −5,8     | −4,0     | 10,0     | 0,4      | −5,8  |
| Giorni di gelo (Tmin ≤ 0 °C) | 2           | 1           | 0           | 0           | 0           | 0           | 0           | 0           | 0           | 0           | 0           | 0           | 3        | 0        | 0        | 0        | 3     |
| Nuvolosità (okta al giorno)  | 4,9         | 4,9         | 4,5         | 4,1         | 3,7         | 3,1         | 1,9         | 2,2         | 2,9         | 3,8         | 4,5         | 4,9         | 4,9      | 4,1      | 2,4      | 3,7      | 3,8   |
| Precipitazioni (mm)          | 28,8        | 26,6        | 26,6        | 22,5        | 22,6        | 25,1        | 24,1        | 32,1        | 44,3        | 45,3        | 46,2        | 41,2        | 96,6     | 71,7     | 81,3     | 135,8    | 385,4 |
| Giorni di pioggia            | 5           | 5           | 5           | 5           | 4           | 4           | 3           | 4           | 5           | 6           | 6           | 7           | 17       | 14       | 11       | 17       | 59    |
| Umidità relativa media (%)   | 77          | 76          | 76          | 75          | 76          | 76          | 74          | 76          | 77          | 79          | 79          | 78          | 77       | 75,7     | 75,3     | 78,3     | 76,6  |
| Vento (direzione-m/s)        | NW 6,2      | NW 6,0      | NW 5,6      | NW 5,2      | NW 4,6      | N 4,4       | N 4,5       | N 4,4       | N 4,5       | NW 4,9      | NW 5,5      | NW 6,2      | 6,1      | 5,1      | 4,4      | 5,0      | 5,2   |

### Dati climatologici 1951-1980
In base alle medie climatiche del periodo 1951-1980, effettivamente elaborate a partire dal 1952, la temperatura media del mese più caldo, agosto, si attesta a +24,2 °C, mentre la temperatura media del mese più freddo, gennaio, fa registrare il valore di +8,1 °C.
Nel trentennio esaminato, la temperatura massima più elevata di +40,7 °C risale all'agosto 1957, mentre la temperatura minima più bassa di -5,8 °C fu registrata nel gennaio 1979.
| Termoli (1951-1980)   | Mesi        | Mesi        | Mesi        | Mesi        | Mesi        | Mesi        | Mesi        | Mesi        | Mesi        | Mesi        | Mesi        | Mesi        | Stagioni | Stagioni | Stagioni | Stagioni | Anno |
| Termoli (1951-1980)   | Gen         | Feb         | Mar         | Apr         | Mag         | Giu         | Lug         | Ago         | Set         | Ott         | Nov         | Dic         | Inv      | Pri      | Est      | Aut      | Anno |
| --------------------- | ----------- | ----------- | ----------- | ----------- | ----------- | ----------- | ----------- | ----------- | ----------- | ----------- | ----------- | ----------- | -------- | -------- | -------- | -------- | ---- |
| T. max. media (°C)    | 10,6        | 11,6        | 13,3        | 16,5        | 20,5        | 24,4        | 27,1        | 27,2        | 24,4        | 20,1        | 15,8        | 12,4        | 11,5     | 16,8     | 26,2     | 20,1     | 18,7 |
| T. min. media (°C)    | 5,6         | 6,0         | 7,6         | 10,2        | 14,3        | 18,3        | 20,9        | 21,1        | 18,4        | 14,4        | 10,4        | 7,2         | 6,3      | 10,7     | 20,1     | 14,4     | 12,9 |
| T. max. assoluta (°C) | 23,4 (1962) | 22,8 (1977) | 27,6 (1952) | 28,6 (1952) | 33,6 (1969) | 38,0 (1957) | 39,6 (1953) | 40,7 (1957) | 35,0 (1973) | 32,2 (1976) | 27,4 (1960) | 23,5 (1955) | 23,5     | 33,6     | 40,7     | 35,0     | 40,7 |
| T. min. assoluta (°C) | −5,8 (1979) | −3,4 (1956) | −4,0 (1963) | 1,6 (1956)  | 5,0 (1957)  | 10,0 (1962) | 12,6 (1970) | 13,0 (1969) | 11,4 (1978) | 5,4 (1972)  | 0,4 (1973)  | −2,8 (1961) | −5,8     | −4,0     | 10,0     | 0,4      | −5,8 |

## Valori estremi

### Temperature estreme mensili dal 1946 ad oggi
Nella tabella sottostante sono riportate le temperature massime e minime assolute mensili, stagionali ed annuali dal 1946 ad oggi, con il relativo anno in cui si queste si sono registrate. La massima assoluta del periodo esaminato di +41,6 °C è del giugno e del luglio 2007, mentre la minima assoluta di -5,8 °C risale al gennaio 1979.
| Termoli (1946-2023)   | Mesi        | Mesi        | Mesi        | Mesi        | Mesi        | Mesi        | Mesi        | Mesi        | Mesi        | Mesi        | Mesi        | Mesi        | Stagioni | Stagioni | Stagioni | Stagioni | Anno |
| Termoli (1946-2023)   | Gen         | Feb         | Mar         | Apr         | Mag         | Giu         | Lug         | Ago         | Set         | Ott         | Nov         | Dic         | Inv      | Pri      | Est      | Aut      | Anno |
| --------------------- | ----------- | ----------- | ----------- | ----------- | ----------- | ----------- | ----------- | ----------- | ----------- | ----------- | ----------- | ----------- | -------- | -------- | -------- | -------- | ---- |
| T. max. assoluta (°C) | 24,4 (2007) | 25,0 (2020) | 31,8 (2001) | 29,8 (2016) | 34,8 (1994) | 41,6 (2007) | 41,6 (2007) | 40,8 (2007) | 39,0 (1946) | 33,0 (2006) | 28,4 (2019) | 24,2 (2009) | 25,0     | 34,8     | 41,6     | 39,0     | 41,6 |
| T. min. assoluta (°C) | −5,8 (1979) | −3,4 (1956) | −4,0 (1963) | 0,0 (2003)  | 5,0 (1957)  | 9,9 (1962)  | 12,6 (1970) | 13,0 (1969) | 11,4 (1978) | 5,4 (1972)  | 0,4 (1973)  | −2,8 (1961) | −5,8     | −4,0     | 9,9      | 0,4      | −5,8 |